# طيون ياباني
الطيون الياباني نوع نباتي ينتمي إلى جنس الطيون من الفصيلة النجمية.